# Awena
Awena est un prénom féminin d'origine bretonne et irlandaise, qui signifie noble amie. En breton moderne Awen signifie inspiration poétique. Il est fêté le 13 mai[réf. nécessaire].

## Variantes
- Awen (prénom)